# Oscar Kocken
Oscar Kocken (Eindhoven, 1983) is een Nederlandse schrijver, columnist, interviewer, dagvoorzitter, theatermaker, presentator en programmamaker. 

## Presentator
Sinds 2015 presenteert Oscar samen met Patrick Nederkoorn het programma Zomaargasten, waar hij al meer dan 600 interviews heeft gedaan in Nederland. Ook in Zuid-Afrika stonden ze op het Klein Karoo Nasionale Kunstefees, en maakten ze een tv-versie voor de NTR. Daarbij presenteerde hij De Grote Geschiedenisquiz. Met Abdelkader Benali interviewde hij 4 jaar lang schrijvers in Literatuur Late Night, en heeft een maandelijkse talkshow Zzzzzondag!.

## Schrijver
In 2005 studeerde hij af in theater- film- en televisiewetenschappen aan de Universiteit Utrecht. Sindsdien heeft hij geschreven voor oa Spunk, NRC Handelsblad, Trouw en het online kunstmagazine Mister Motley. Vanaf 2005 schrijft hij voor oa Elle en Theatermaker. 
Hij heeft geschreven voor Spijkers met koppen (BNN-VARA) en het televisieprogramma Cojones (NTR).

## Theater
Oscar schreef en maakte voor verschillende theaterproducties:
- De Waardin - theatergroep Vrienden van de Dansmuziek - concept en tekst (2008)[8]
- Bejaarden & Begeerte - Het Zuidelijk Toneel met Lucas De Man - concept, tekst en uitvoering (2009-2019)[9]
- Orde van de Dag - met Greg Nottrot - concept, tekst en uitvoering (2011-2016)[10]
- Zomaargasten - met Patrick Nederkoorn - concept en uitvoering (2014-heden)
- Het Torentje - met Daan Windhorst - concept, tekst en uitvoering (2015-2017)[11]
- Radio NCC - met John Buijsman & New Cool Collective - tekst (2016)[12]
- Stemmen - met Daan Windhorst & Greg Nottrot - tekst (2016)
- JUT - met Démira Jansen - concept, tekst en uitvoering (2017)[13]
- Yes Please! - met Stichting Nieuwe Helden - uitvoering (2019)[14]
- De Leken - met Studio Samenleving - concept, tekst en uitvoering (2021)[15]
- "1" - met Lucas de Waard - concept, tekst en uitvoering (2022)[16]

## Overig
Kocken draagt regelmatig als "bewoner van de Digitaalstaat" bij aan het radioprogramma De Taalstaat met Frits Spits op zaterdagochtend.
Hij heeft een contract bij Nijgh & Van Ditmar en treedt regelmatig op bij diverse (literaire) festivals.